# 서초청소년도서관
서초청소년도서관은 서울특별시 서초구에 있는 공립 도서관이다.

## 연혁
- 2020년 11월 11일 개관.